# HD 118285
HD 118285 eller HR 5115, är en ensam stjärna i norra delen av stjärnbilden Kameleonten, som också har variabelbeteckningen DY Chamaeleontis. Den har en genomsnittlig skenbar magnitud av ca 6,32 och är mycket svagt synlig för blotta ögat där ljusföroreningar ej förekommer. Baserat på parallax enligt Gaia Data Release 3 på ca 3,8 mas, beräknas den befinna sig på ett avstånd på ca 864 ljusår (ca 265 parsek) från solen. Den rör sig bort från solen med en heliocentrisk radialhastighet på ca 18 km/s. Stjärnans luminositet är minskad med 0,58 magnitud på grund av interstellärt stoft.

## Egenskaper
HD 118285 är en lätt utvecklad blå till vit underjättestjärna i huvudserien av spektralklass B8 IV, som har avverkat 89,1 procent av dess tid i huvudserien. Den har en massa som är ca 3,6 solmassor, en radie som är ca 5,5 solradier och har ca 293 gånger solens utstrålning av energi från dess fotosfär vid en effektiv temperatur av ca 11 400 K.

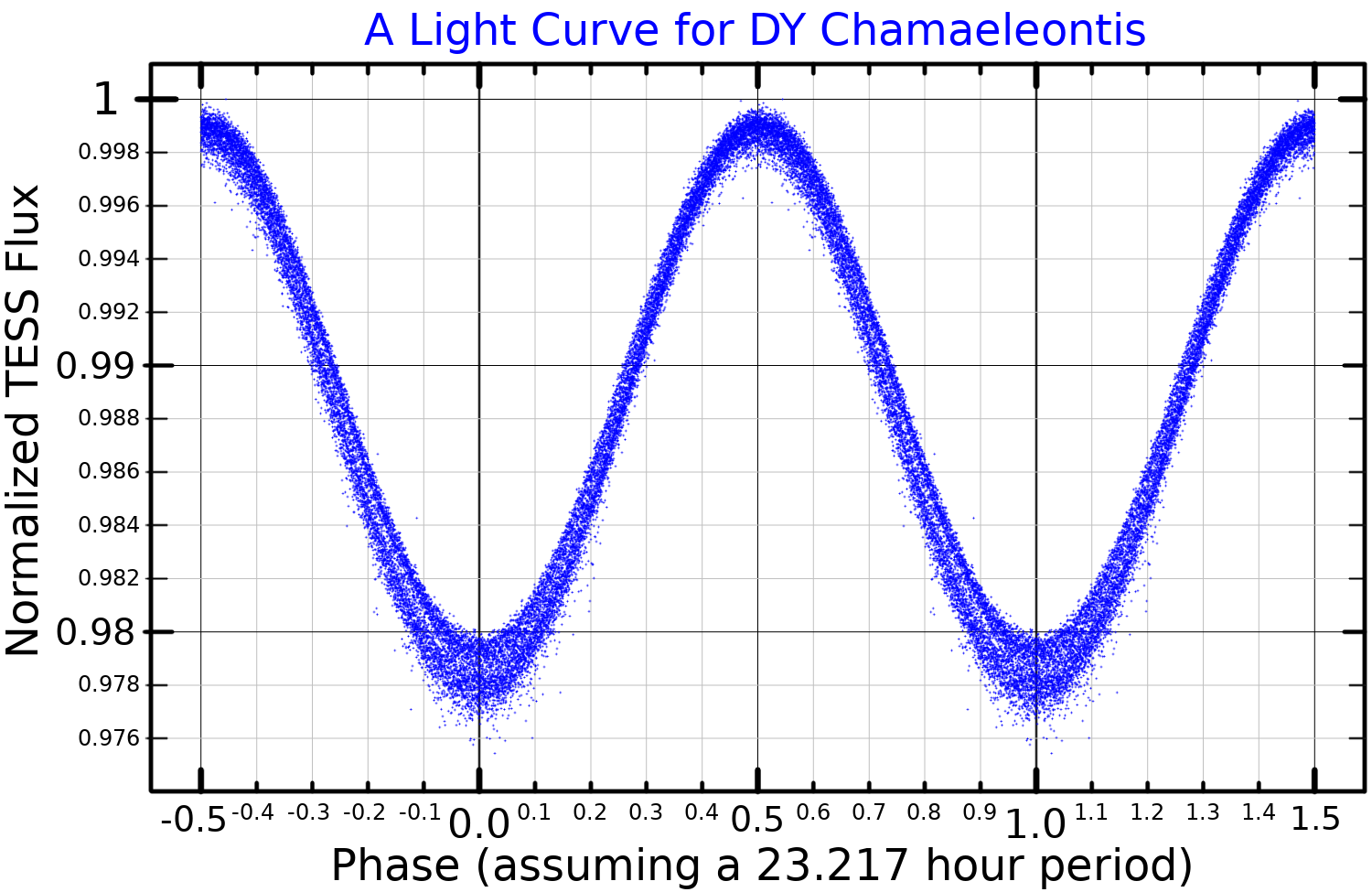
Ljuskurva för DY Chamaeleontis, ritad efter TESS-data.

Variabiliteten hos HD 118285 observerades först i en Hipparcos-undersökning 1998 med fokus på upptäckten av långsamt pulserande stjärnor av B-typ (53 Persei-variabel). Det bekräftades senare att det var en SPB-stjärna och fick den variabla beteckningen DY Chamaeleontis. Den fluktuerar mellan magnituderna 6,34 och 6,38 i det visuella passbandet med en period på 23 timmar.